# Intel 80287

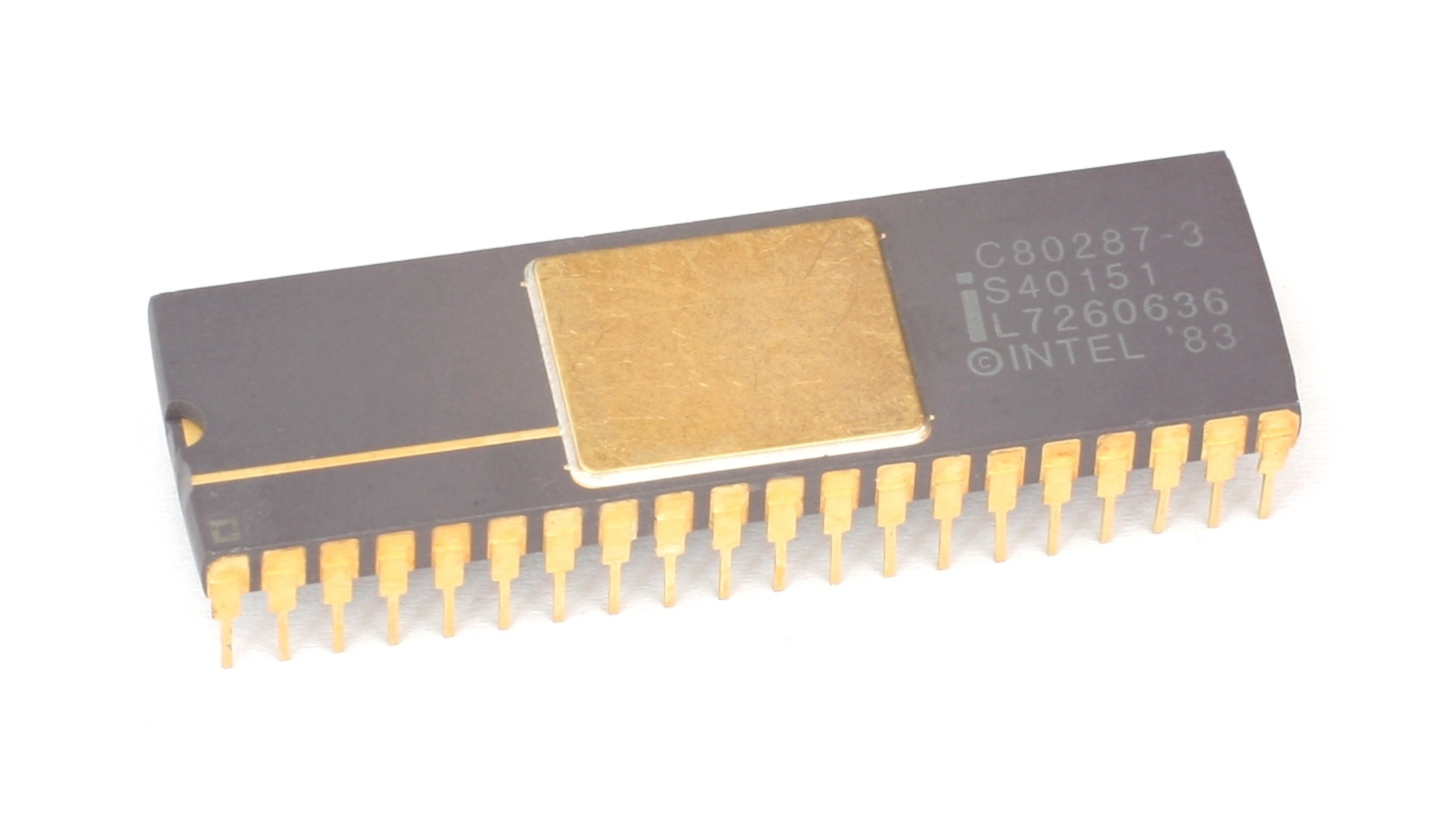
Il coprocessore matematico Intekl 80287.

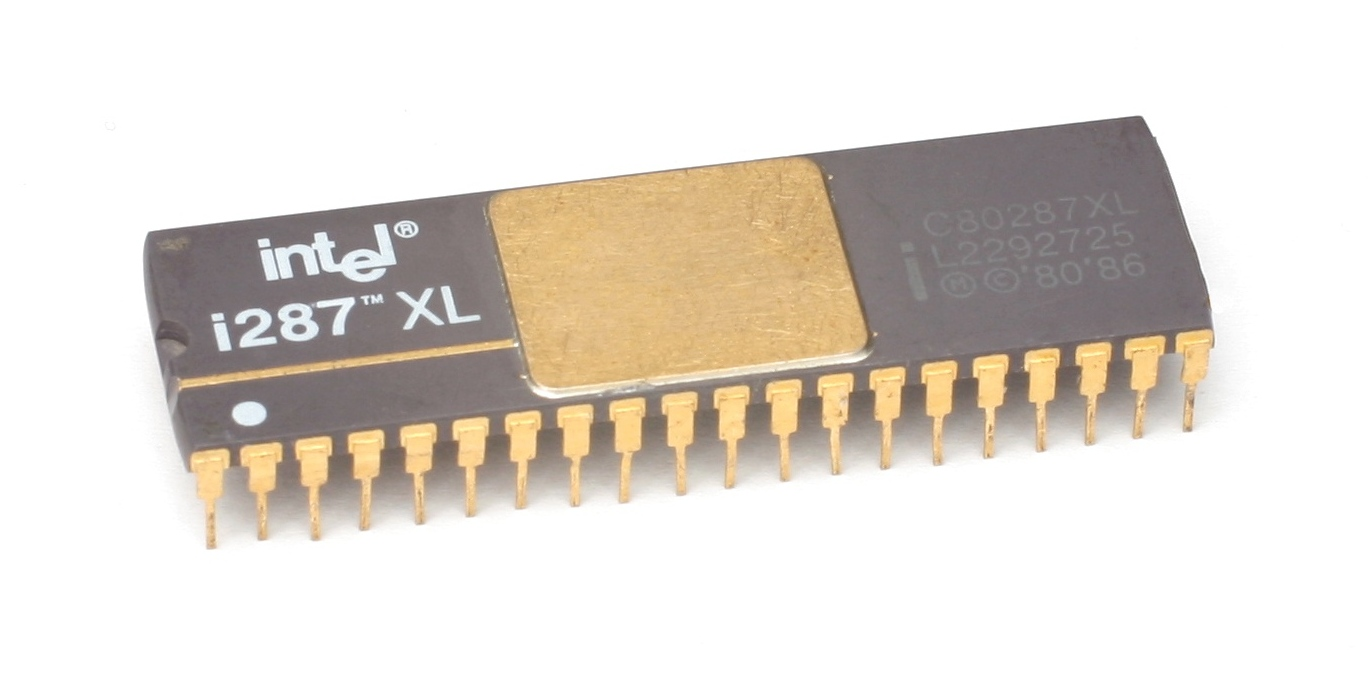
L'80287XL.

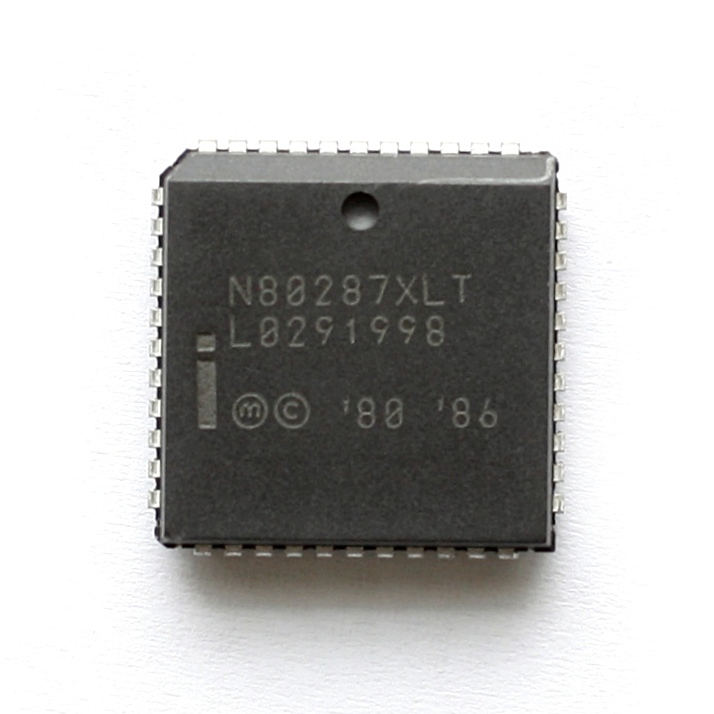
L'80287XLT, versione per laptop dell'80287.

L'Intel 80287 (abbreviazioni comuni: "80287", "287") è un coprocessore matematico prodotto da Intel a partire dal 1982, sviluppato per la CPU Intel 80286. Eseguiva le operazioni in virgola mobile direttamente in hardware e funzionava con una frequenza di clock che era pari ai 2/3 (due terzi) di quella del 286 a cui veniva accoppiato. Intel introdusse successivamente l'80287XL, che era un 80387SX con la piedinatura dell'80287: l'80287XL conteneva internamente un moltiplicatore 3/2 per il segnale di clock ricevuto dalla scheda madre, pari a 2/3 di quello della CPU, così che potesse funzionare alla stessa velocità del processore.
Altre versioni furono l'80C287, realizzato con il processo produttivo CHMOS III, e l'AMD 80EC287, realizzato con il processo CMOS.
L'80287 e l'80287XL furono usati anche in abbinamento ai processori 386, essendo gli unici coprocessori matematici realizzati da Intel per tale CPU, dato che l'80387 fu presentato quasi due anni dopo l'inizio della commercializzazione dei 386. Furono anche usati come coprocessori del Cyrix Cx486SLC. Per entrambi questi processori l'uso del 387 era altamente raccomandato date le superiori prestazioni ed il set di istruzioni più ampio di quest'ultimo coprocessore.
Le versioni dell'80287 prodotte da Intel includevano varianti con diversi intervalli di frequenza, da 6 a 12 MHz. Gli ultimi modelli furono l'80287XL, con la stessa architettura del 387, e l'80287XLT, una versione speciale dedicata ai laptop.